# Rosamond McKitterick
Rosamond Deborah McKitterick (né le 31 mai 1949) est une historienne médiéviste britannique. Elle est une autorité sur les royaumes francs aux VIIIe et IXe siècles de notre ère, qui utilise des études paléographiques et manuscrites pour éclairer des aspects de l'histoire politique, culturelle, intellectuelle, religieuse et sociale du haut Moyen Âge. De 1999 à 2016, elle est professeur d'histoire médiévale et directrice de recherche à l'Université de Cambridge. Elle est membre du Sidney Sussex College et professeure émérite d'histoire médiévale à l'Université de Cambridge.

## Jeunesse et éducation
McKitterick est née Rosamond Pierce à Chesterfield, Derbyshire, Angleterre, le 31 mai 1949. De 1951 à 1956, elle vit à Cambridge, en Angleterre, où son père a un poste au Magdalene College. En 1956, elle déménage avec sa famille en Australie-Occidentale où elle termine ses études primaires et secondaires et obtient un diplôme spécialisé à l'Université d'Australie-Occidentale. Elle détient les diplômes de MA, PhD et LittD de l'Université de Cambridge .
Sa thèse de doctorat s'intitule La Renaissance carolingienne : une étude sur l'éducation d'une société. Elle est soutenue sous son nom de jeune fille, Pierce le 24 février 1976 avec comme directeur Walter Ullmann.

## Carrière académique
En 1971, elle retourne à l'Université de Cambridge pour poursuivre sa carrière. Elle est membre du Newnham College de Cambridge, puis devient membre du corps professoral du Sidney Sussex College. McKitterick est décrite comme une "doyenne dans son domaine; ses décennies de recherche et d'enseignement inlassables ont été versées dans un flux constant de publications majeures sur des sujets carolingiens". Thomas F .X. Noble considère McKitterick comme "l'une des historiennes les plus originales et les plus productives sur le début du Moyen Âge européen". Elle supervise 42 thèses de doctorat jusqu'à leur achèvement, en octobre 2015. Elle siège au Conseil de la British School à Rome.
McKitterick est une Balsdon Fellow à la British School de Rome, avril-juin 2002. Son sujet de recherche est "Charlemagne en Italie". De 2005 à 2006, elle est Fellow à l'Institut néerlandais d'études avancées.
En 2010, McKitterick reçoit le prix international d'histoire Dr AH Heineken de la Royal Dutch Academy. Le prix est créé en 1990 et décerné tous les deux ans pour des réalisations académiques exceptionnelles dans le domaine de l'histoire. Parmi les autres lauréats figurent Judith Herrin et Aleida Assmann. En 2015, McKitterick est élue à la chaire Lectio du Centre pour la transmission de textes et d'idées dans l'Antiquité, le Moyen Âge et la Renaissance de la Katholieke Universiteit de Louvain.
Le 16 mars 2017, McKitterick est élue Fellow de la Society of Antiquaries of London (FSA). Elle est également membre élue à la Royal Historical Society (FRHistS) et membre de la Royal Society of Arts (FRSA). Elle est présidente de la Société d'histoire ecclésiastique (2018-2019). McKitterick est membre de l'Académie médiévale d'Amérique, de Monumenta Germaniae Historica et de l'Académie autrichienne des sciences.
Le 15 octobre 2018, McKitterick prononce la conférence James Lydon sur l'histoire et la culture médiévales au Trinity College de Dublin avec "Rome et l'invention de la papauté au début du Moyen Âge".
En 2018, McKitterick reçoit un Festschrift, Writing the Early Medieval West, pour marquer sa retraite en septembre 2016. Le volume se compose de contributions de quinze des anciens étudiants de McKitterick.

## Vie privée
Elle épouse David John McKitterick, bibliothécaire du Trinity College, Cambridge en 1976 et ils ont une fille .

## Ouvrages

### Monographies
- The Frankish Church and the Carolingian Reforms, 789–895 (1977)
- The Frankish Kingdoms under the Carolingians, 751–987 (1983)
- The Carolingians and the Written Word (1989)
- Books, Scribes and Learning in the Frankish Kingdoms, 6th to 9th Centuries. (Collected Studies; 452.) Aldershot: Variorum, (1994)
- The Frankish Kings and Culture in the Early Middle Ages (1995)
- History and Memory in the Carolingian World (2004)
- Perceptions of the Past in the Early Middle Ages (2006)
- Charlemagne: The Formation of a European Identity (2008)
- Rome and the Invention of the Papacy: The Liber Pontificalis (2020)

Volumes édités
- (éd. Avec Dorothy Whitelock et David Dumville) Ireland in Mediaeval Europe: Studies in Memory of Kathleen Hughes (Cambridge: Cambridge University Press, 1982)
- (éd.) The Uses of Literacy in Early Medieval Europe (1990)
- (éd. Avec Lida Lopes Cardozo) Lasting Letters: An Inscription for the Abbots of St Albans (Cambridge: Kindersley Cardozo 1992)
- (éd.) Carolingian Culture: Emulation and Innovation (1994)
- (éd.) The New Cambridge Medieval History, II: c.700–c.900 (1995)
- (éd., Avec Roland Quinault) Edward Gibbon and Empire (Cambridge : Cambridge University Press, 1997)
- (éd.) The Early Middle Ages, 400–1000 (2001)
- (éd.) Carolingian Culture: Emulation and Innovation (Cambridge: Cambridge University Press, 1993)
- (éd.) Atlas of the Medieval World (2004)